# Windows Embedded Compact 7
O Windows Embedded Compact 7 (anteriormente conhecido como Windows Embedded CE 7.0) é a principal sétima versão do sistema operacional Windows Embedded CE . O Windows Embedded Compact 7 é um sistema operacional em tempo real, separada da linha  Windows NT e destina-se a meta de empresas de ferramentas específicas, tais como controladores industriais e dispositivos eletrônicos, como câmeras digitais, sistemas GPS e também sistemas de entretenimento automotivo. Windows Embedded Compact é projetado para rodar em múltiplas arquiteturas de CPU e suporta x86, SH (somente para automóveis) e ARM. Um funcionário da Microsoft que trabalham nesta divisão alegou que a Microsoft estava trabalhando duro para este lançamento e que partes do kernel subjacente com Windows Phone 7. No entanto, a Microsoft oficialmente comentou sobre isso e disse que o Windows Phone 7 é atualmente baseado em Windows Embedded CE 6.0 R3 com alguns recursos emprestados de Windows Embedded CE 7.0, tornando-se assim uma solução híbrida. A Microsoft tem afirmado publicamente que o Windows Embedded Compact 7 será lançado no 1 º trimestre de 2011.

## Novos recursos
- Windows Embedded Compact 7 irá conter estas características[3]:
  - Dual Core de Suporte de CPU (SMP , 86, SH4 (automotiva somente), ARMv7);
  - Bluetooth 2.1 EDR;
  - Cellcore;
  - DLNA (Digital Living Network Alliance);
  - Tecnologia DRM;
  - Media Transfer Protocol;
  - IE7 utiliza motor de renderização do IE7, compartilhada com o Windows Phone 7. Inclui suporte a Flash no navegador 10.1 NDIS apoio 6.1;
  - Silverlight para Windows Embedded, permitindo aos designers para desenvolver aplicações e interfaces de usuário em Silverlight usando o Expression Blend v3. Os desenvolvedores de aplicativos podem então incorporar os arquivos do designer do projeto em seu projeto C + + - bem como as alterações que forem entregues após a instalação inicial;
  - Novo suporte a entrada de toque e gesto.

## Desvantagens
A versão CTP do Platform Builder IDE para o Windows Embedded Compact 7 foi concebido como plug-in e requerem o Microsoft Visual Studio 2008 Service Pack 1.